# Valle Anzasca
Het Valle Anzasca is een bergdal in het Noord-Italiaans gewest Piëmont (provincie Verbania). 
De vallei is uitgesleten door de Anza, die ontspringt op de gletsjers van de Monte Rosa en bij Pieve Vergonte uitstroomt in de Toce. Het Valle Anzasca is wijd en bedekt met dichte bossen. De dorpen zijn klein en lijken vaak in de tijd stil te staan. Aan het einde van het dal ligt het voor toerisme belangrijke Macugnaga. Vanuit deze plaats gaan bergbanen omhoog naar de legendarische Monte Moropas en de gletsjers van de Monte Rosa. In de winter is het een van de belangrijkere skiplaatsen van noordelijk Piëmont. 

## Gemeenten in het dal
- Piedimulera (1661 inw.)
- Calasca-Castiglione (741 inw.)
- Bannio Anzino (570 inw.)
- Vanzone con San Carlo (482 inw.)
- Ceppo Morelli (384 inw.)
- Macugnaga (647 inw.)

## Hoogste bergtoppen
- Dufourspitze (4637 m)
- Punta Gnifetti (4559 m)
- Punta Grober (3497 m)
- Cima di Iazzi (3804 m)
- Pizzo Bianco (3215 m)